# أوتو أوستروفسكي
أوتو أوستروفسكي (بالألمانية: Otto Ostrowski)‏ هو سياسي ألماني، ولد في 28 يناير 1883 في شبرمبرغ في ألمانيا، وتوفي في 16 يونيو 1963 في كنوكه- هايست في بلجيكا. حزبياً، نشط في الحزب الديمقراطي الاجتماعي الألماني (1918 – ).

## مناصب
- انتخب عضو في برلمان برلين ‏ (26 نوفمبر 1946 – 23 يناير 1947).
- انتخب عضو في برلمان برلين ‏ (1921 – 1922).
- انتخب borough mayor of Prenzlauer Berg ‏ (1926 – 1933).
- انتخب عمدة.
- انتخب borough mayor of Wilmersdorf ‏ (1946 – 1946).

## روابط خارجية
- أوتو أوستروفسكي على موقع مونزينجر (الألمانية)
- أوتو أوستروفسكي على موقع ديسكوغز (الإنجليزية)